# 李旦 (海盜)
李旦（？—1625年），小名習，聖名安德魯（Andrea Dittis），綽號為「Captain China」或「China Captain」。明末福建省泉州府人，17世紀中國東南沿海知名的海盜、倭寇商人，擁有武裝海商集團船隊的他，於明帝國、台灣、日本、東南亞等輻輳航線同時進行國際貿易與船隻搶劫。

## 生平
李旦在16世紀末本於菲律賓經商，因與西班牙統治者不合，轉至日本九州島定居，取得朱印狀，從事朱印船貿易。
李旦藉由日本倭寇集團幫助，籌組武裝船隊，往來日本、明帝國、台灣、東南亞間與荷蘭、英國所經營的船隻從事國際貿易，與幕府將軍德川家康關係相當不錯，據說曾資助德川氏。李旦除了正規貿易，也從事海盜掠奪行為，因在海上作風強悍，被西洋人取暱稱為「Captain China」或者「China Captain」（中國船長），或稱甲必丹李旦。「甲必丹」（英文 ： Captain / 西班牙文：Capitán）一詞，為西班牙人統治馬尼拉時期，對漢人領袖的稱呼。
據曹永和研究，鄭芝龍未必懂荷蘭語，因當時東亞各地常以葡萄牙語溝通。鄭芝龍的葡萄牙語學習應當是在澳門時期。
也有人說李旦與鄭芝龍的結誼關係，發展出進一步的行為，古書寫道「李習者，閩之巨商也，往來日本與夷狎，遂棄妻子娶於夷。芝龍少年姣好，以龍陽事之。」即描述李旦及鄭芝龍的契兄弟關係。